# Tuvana Türkay
Tuvana Türkay (Üsküdar, Istanbul, 3 d'octubre de 1990) es una actriu i cantant turca. Va estudiar periodisme a la Universitat Beykent. Türkay va publicar un llibre també, amb el tìtol İkimiz de Beni Seviyoruz (Ambdós m'estimem en turc) el 2020.